# Munții Bârgău
Munții Bârgău sunt o grupă muntoasă a Carpaților Maramureșului și Bucovinei, aparținând de lanțul muntos al Carpaților Orientali. Cel mai înalt pisc este Vârful Heniul Mare, având 1.611 m. 

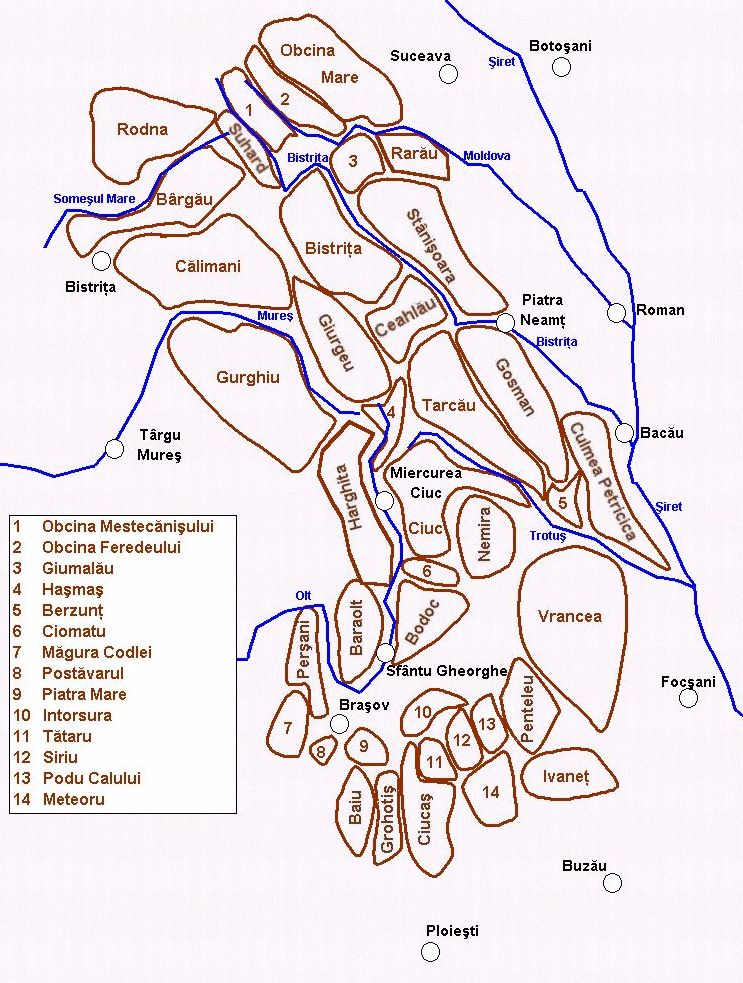
Poziția Munților Bârgău în cadrul Carpaților Orientali

## Legături externe
- Munții Bârgău - Prezentare generalǎ, hărți, trasee[nefuncțională]

## Vezi și
- Munții Carpați
- Lista munților din România
- Carpații Orientali
- Carpații Maramureșului și Bucovinei